# 블레이크 스넬
 블레이크 애시턴 스넬(Blake Ashton Snell, 1992년 12월 4일 ~ )은 미국의 야구 선수로, 메이저 리그에 소속되어 있는 샌프란시스코 자이언츠의 투수이다. 2018년 아메리칸 리그 사이 영 상을 수상했다.